# Razer
Razer Inc. (стилизовано как R Λ Z Ξ R) — сингапуро-американская публичная транснациональная корпорация, занимающаяся разработкой и созданием профессионального игрового оборудования, в числе которого мыши, коврики для мыши, клавиатуры, наушники, компьютеры и ноутбуки а также игровые системы.

## История
Изначально Razer была учреждена как дочерняя фирма компании kärna LLC в 1998 году, ставившая своей целью развитие и поставку на рынок серии высококачественных компьютерных мышей Boomslang, предназначенную для геймеров. После того, как kärna прекратила своё существование в 2000 году, Мин-Лян Тан (Min-Liang Tan) и бывший генеральный менеджнер kärna, Роберт Кракофф, приобретают права на бренд Razer и в 2005 году основывают Razer Inc. в Сан-Диего, Калифорния.
В 2006 году компания выпускает серию мышек «DeathAdder», которая впоследствии станет одной из наиболее продаваемых в мире.
В 2007 Razer расширяет свою деятельность в Европе и открывает региональную штаб-квартиру в Гамбурге.
В 2009 одна из двух главных штаб-квартир Razer переезжает из Сан-Диего в Сан-Франциско.
В 2010 году компания открывает новый региональный центр в Шанхае и увеличивает свои инвестиции в киберспорт, становясь спонсором корейской киберспортивной команды WeMade FOX. Уже в 2011 году Razer становится партнером таких организаций, как Team Liquid и LGD Gaming, и спонсирует турнир IGN Pro League 3, а в 2013 становится сооснователем шведской команды по Dota 2 The Alliance, которая в том же году выигрывает крупнейший мировой турнир по Dota 2 — The International 2013.
27 июля 2015 года Razer купила разработчика микроконсоли Ouya на базе Android, прекратив производство самой консоли. Техническая команда Ouya присоединилась к команде Razer в разработке собственной микроконсоли, которая была названа Forge TV.
В октябре 2016 года Razer приобретает THX у Creative Technology.
В январе 2017 года Razer купила стартап Nextbit, стоящий за смартфоном Robin. Вскоре после этого, в ноябре, Razer представила свой первый смартфон Razer Phone, дизайн которого основан на дизайне Robin.

## Сотрудничество с Microsoft
В 2006 году компания под маркой Microsoft выпустила игровую клавиатуру Reclusa и мышь Habu.
В 2011 году выпущены два игровых геймпада для Xbox 360 и PC — Razer Onza и Razer Onza Tournament Edition.
В 2013 году компания прекратила свое сотрудничество с Microsoft.

## Контроллеры движений
В 2011 году Razer выпустила и начала продажу первых контроллеров движений для ПК — Razer Hydra. Razer Hydra была разработана в сотрудничестве с компанией Sixense Entertainment. С начала продаж Razer Hydra совместима с более чем 125 популярными играми для ПК. Наиболее полно возможности Razer Hydra используются в игре Portal 2, для контроллера выпущено специальное дополнение игры Portal 2 — Portal 2 Sixense MotionPack DLC (По какой-то причине, дополнение не отображается на сайте Steam для региона Россия, но его можно посмотреть через кэш Google и его можно скачать через клиент Steam, если у вас подключена Razer Hydra и установлена игра Portal 2).

5 марта 2012 года компания Razer объявила о полной совместимости контроллера движений Razer Hydra с играми компании Valve, такими, как Left 4 Dead 2, Half-Life 2 и Team Fortress 2. Там же объявлено, что игровой контроллер движений Razer Hydra будет полностью поддерживать управление движением в будущих играх издательства Valve, таких, как Dota 2 и Counter-Strike: Global Offensive. В добавление к этому, компании Sixense и Valve интегрировали поддержку ПО Sixense MotionCreator 2.0 в игровую платформу Steam, и теперь контроллер Razer Hydra совместим с более чем 250 популярными играми, представленными в Steam.

## Razer Switchblade
В январе 2011 года было анонсировано новое игровое устройство Razer Switchblade — игровой портативный компьютер с адаптивной клавиатурой.

## Razer Game Booster
Фирменная утилита, разработанная в сотрудничестве с компанией «IObit». Служит для повышения производительности системы и оптимизации игрового процесса за счёт отключения процессов и служб. Распространяется бесплатно.